# سيدهارتا موكرجي
سيدهارتا موكرجي (مواليد 21 يوليو 1970) (بالإنجليزية: Siddhartha Mukherjee)‏ هو طبيب هندي أمريكي وعالم أحياء وطبيب أورام ومؤلف. اشتهر بكتابه إمبراطور الأمراض: سيرة ذاتية للسرطان ‏ الصادر سنة 2010، الذي فاز بجوائز أدبية بارزة بما في ذلك جائزة بوليتزر عن فئة الأعمال غير الخيالية سنة 2011، وجائزة الغارديان للكتاب الأول ‏، وغيرها. تم إدراج الكتاب ضمن أكثر 100 كتاب مؤثر في القرن الماضي، من قبل مجلة تايم في عام 2011. جاء كتابه الجين: تاريخ حميم ‏ الصادر سنة 2016 في المرتبة الأولى ضمن قائمة نيويورك تايمز لأكثر الكتب مبيعا، وكان من بين أفضل 100 كتاب في نيويورك تايمز سنة 2016.
بعد الانتهاء من تعليمه المدرسي في الهند، درس موكرجي علم الأحياء في جامعة ستانفورد وحصل على درجة الدكتوراه. حصل على درجة الدكتوراه بجامعة ستانفورد بصفته باحثا حاصلا على منحة رودس، ودكتوراه في الطب من جامعة هارفارد. التحق بمستشفى نيويورك-بريسبيتيريان في نيويورك سنة 2009. واعتبارًا من عام 2018، أصبح أستاذًا مشاركًا في الطب في قسم أمراض الدم والأورام.
ظهر موكرجي في قائمة تايم 100 لأكثر الأشخاص تأثيرا، وهو يكتب في النيويوركر، وكاتب عمود في نيويورك تايمز. وُصِف بأنه جزء من مجموعة مختارة من الكتاب الأطباء (مثل أوليفر ساكس وأتول قواندي) الذين «وجّهوا الخطاب العام نحو صحة الإنسان»، وسمحوا لجيل من القُرّاء بلمحة نادرة وحميمة في حياة العلم والطب. تتعلق أبحاثه بفسيولوجيا الخلايا السرطانية، والعلاج المناعي لسرطانات الدم، واكتشاف الخلايا الجذعية المكونة للعظام والغضاريف في الهيكل العظمي للفقاريات.
منحته حكومة الهند جائزة بادما شري سنة 2014، وهي رابع أعلى جائزة مدنية تكريمية.

## النشأة والتعليم
ولد سيدهارتا موكرجي لعائلة بنغالية في نيودلهي بالهند. كان والده سيبسوار موكرجي، مديرًا تنفيذيًا في شركة ميتسوبيشي، وكانت والدته تشاندانا موكرجي معلمة مدرسة سابقة من كلكتا. التحق بمدرسة سانت كولومبا في دلهي، حيث حصل على أعلى جائزة في المدرسة، وهي «سيف الشرف» في عام 1989. بصفته متخصصًا في علم الأحياء في جامعة ستانفورد، عمل في مختبر بول برغ الحائز على جائزة نوبل، حيث قام بتعريف الجينات الخلوية التي تغير سلوك الخلايا السرطانية. حصل على عضوية في فاي بيتا كابا في عام 1992، وأكمل درجة بكالوريوس العلوم في عام 1993.
حصل موكرجي على منحة رودس لأبحاث الدكتوراه في كلية المجدلية بجامعة أكسفورد. عمل على آلية تجلية المستضد بواسطة مولدات الضد. حصل على درجة الدكتوراه. في عام 1997. بعد التخرج، التحق مدرسة طب هارفارد، حيث حصل على درجة الدكتوراه في الطب عام 2000. بين عامي 2000 و 2003 عمل كمقيم في الطب الباطني في مستشفى ماساتشوستس العام. من عام 2003 إلى عام 2006 تدرب في علم الأورام كزميل في معهد دانا-فاربر للسرطان (التابع لكلية الطب بجامعة هارفارد) في بوسطن، ماساتشوستس. 

## الحياة المهنية
في عام 2009، انضم موخيرجي إلى هيئة التدريس في قسم الطب في قسم أمراض الدم / الأورام في المركز الطبي بجامعة كولومبيا كأستاذ مساعد.  المركز الطبي ملحق بمستشفى نيويورك-بريسبيتيريان في مدينة نيويورك.
كان سابقًا تابعًا لمعهد هارفارد للخلايا الجذعية ومستشفى ماساتشوستس العام في بوسطن. وقد عمل كأستاذ زائر بلامر في مايو كلينك في روتشستر ، مينيسوتا، ومحاضرًا جوزيف جارلاند في جمعية ماساتشوستس الطبية، وأستاذًا فخريًا زائرًا في مدرسة طب جامعة جونز هوبكنز. يقع مختبره في مركز هربرت إيرفينغ الشامل للسرطان بجامعة كولومبيا.

## المساهمات

### أبحاث السرطان
موكرجي اختصاصي في علم الدم والأورام وتركز أبحاثه على الروابط بين الخلايا الجذعية الطبيعية والخلايا السرطانية. من خلال النتائج التي توصل إليها، أظهر دور الخلايا في علاج السرطان. لقد كان يدرس البيئة الدقيقة («المثوى البيئي») للخلايا الجذعية، وخاصة الخلايا الجذعية المكونة للدم. توجد الخلايا الجذعية المكونة للدم في نخاع العظام في بيئات دقيقة محددة للغاية. بانية العظم، والخلايا التي تشكل العظام، هي واحدة من المكونات الرئيسية في هذه البيئة. تنظم هذه الخلايا عملية تكوين خلايا الدم وتطورها من خلال تزويدها بإشارات للانقسام أو البقاء هادئة أو الحفاظ على خصائص الخلايا الجذعية. يؤدي التشوه في نمو هذه الخلايا إلى الإصابة بسرطانات الدم الشديدة، مثل متلازمة خلل التنسج النقوي وسرطان الدم. تم الاعتراف بأبحاث موكرجي من خلال العديد من المنح المقدمة من المعاهد الأمريكية للصحة ومن المؤسسات الخاصة.  
حدّد موكرجي وزملاؤه العديد من الجينات والمواد الكيميائية التي يمكن أن تغير البيئة المكروية، أو مكانة معينة، وبالتالي تغير سلوك الخلايا الجذعية الطبيعية، وكذلك الخلايا السرطانية.      اثنين من هذه المواد الكيميائية - مثبطات البروتوزوم ومثبطات أكتيفين - تحت التجارب السريرية.  حدد مختبر موكرجي أيضًا طفرات جينية جديدة في متلازمة خلل التنسج النخاعي ولوكيميا نخاعية حادة ولعب دورًا رئيسيًا في إيجاد علاجات لهذه الأمراض. 

### تكوين العظام
يُعرف فريق موكرجي أيضًا بتعريف الخلايا الجذعية / الخلايا السلفية وتوصيفها (وتسمى أيضًا الخلايا العظمية الغضروفية أو خلايا OCR). في عام 2015، حددوا مستقبليًا هذه الخلايا السلفية من العظام، وأظهروا، باستخدام تتبع السلالة، أن هذه الخلايا يمكن أن تؤدي إلى تكوين العظام والغضاريف والخلايا الشبكية (ومن هنا جاء مصطلح خلايا "OCR"). لقد أثبتوا أن هذه الخلايا تشكل جزءًا من الهيكل العظمي للبالغين في الفقاريات، وأنها تحافظ على الهيكل العظمي وتصلحه.
تعد خلايا "OCR" من بين أحدث الخلايا السلفية التي تم تحديدها في الفقاريات. أثار العمل اهتمامًا واسعًا ووصف في المجلات البارزة بأنه تقدم كبير لفهم علم الأحياء وفهم الأمراض مثل هشاشة العظام والفصال العظمي.  أظهر فريق موكرجي أنه يمكن زرع خلايا "OCR" في الحيوانات، ويمكنها تجديد الغضاريف والعظام بعد الكسور. مع فريق (Daniel L. Worthley) في جامعة أديلايد ومعهد جنوب أستراليا للأبحاث الصحية والطبية، عملوا على بحوث مترجمة حول هشاشة العظام والسرطان.

### علاجات التنميط الأيضي للسرطان
قام مختبر موكرجي أيضًا بالتحقيق في التفاعل بين جينات السرطان والبيئة المكروية، بما في ذلك البيئة الأيضية. لقد ثبت جيدًا أن التنميط الأيضي في السرطان يتغير بشكل أساسي، وقد وجد فريق موكرجي دور نظام غذائي عالي الدهون، وكافٍ من البروتين، ومنخفض الكربوهيدرات (نظام غذائي كيتوني) في علاج السرطان. لقد أظهروا أن النظام الغذائي الكيتون يثبط إنتاج الأنسولين في الجسم، وهذا بدوره يعزز التثبيط الصيدلاني لـ (PIK3CA)، وهو جين متحور وعادة ما يكون مفرط النشاط في السرطانات.

### العلاجات المناعية لسرطان الدم الحاد
قام مختبر موكرجي، بمساعدة شركة (PureTech Health)، بالتحقيق في مستقبلات المستضد الخيمرية (CAR-T) في مشروع مشترك يسمى (Vor BioPharma) منذ عام 2016. لقد قاموا بدمج علاجات (CAR-T) مع الخلايا الجذعية المكونة للدم المعدلة وراثيًا لاستهداف الأنساب الخبيثة المكونة للدم على وجه التحديد، بينما تجدد الخلايا الجذعية المزروعة السلالة ولكنها تظل مخفية من الناحية المستضدية. تم تطوير هذه التقنية بحيث يمكن، بالإضافة إلى الأورام الخبيثة للخلايا البائية، استهداف سرطانات أخرى محددة النسب. يوفر هذا نهجًا جديدًا مهمًا لإدارة اللوكيميا النخاعية الحادة.

## الكتب
في عام 2010، نشرت شركة سايمون وشوستر كتابه إمبراطور الأمراض: سيرة ذاتية للسرطان ‏، الذي يشرح فيه بالتفصيل تطور تشخيص وعلاج السرطانات البشرية من مصر القديمة إلى أحدث التطورات في العلاج الكيميائي والعلاج الموجه. في 18 أبريل 2011، حصل الكتاب على جائزة بوليتزر عن فئة الأعمال غير الخيالية. تم إدراج الكتاب ضمن «أكثر 100 كتاب مؤثر في القرن الماضي»، وضمن أفضل «10 كتب غير روائية لعام 2010» حسب مجلة تايم في عام 2011. تم إدراجه أيضًا في «أفضل 10 كتب لعام 2010» من قبل صحيفة نيويورك تايمز، وأفضل «10 كتب لعام 2010» من قبل مجلة أوبرا. في عام 2011، تم ترشيحه كمرشح نهائي لجائزة دائرة نقاد الكتاب الوطنية.
استنادًا إلى الكتاب، قدم المخرج كين بيرنز فيلمًا وثائقيًا على تلفزيون بي بي إس بعنوان السرطان: إمبراطور الأمراض ‏ في عام 2015، وقد تم ترشيحه لجائزة إيمي.
يُقدّم كتاب موكرجي الجين: تاريخ حميم ‏ الصادر عام 2016 تاريخًا من الأبحاث الجينية، ويتعمق أيضًا في التاريخ الوراثي الشخصي لعائلة المؤلف، بما في ذلك المرض العقلي. يناقش الكتاب قوة علم الوراثة في تحديد صحة الناس وصفاتهم، لكن له أيضًا نبرة تحذيرية لعدم السماح للميول الجينية بتحديد القدر، وهي عقلية أدت إلى ظهور تحسين النسل في التاريخ وهو شيء يعتقد أنه يفتقر إلى الفروق الدقيقة المطلوبة لفهمه. هو شيء معقد مثل البشر. تم ترشيح كتابه لجائزة كتب العلوم للجمعية الملكية سنة 2016، كما حصل الكتاب أيضًا على جائزة فاي بيتا كابا سنة 2017.

### النقد والاستجابة
في مقالته عام 2016 بعنوان `«الشيء نفسه لكن مختلف» (بالإنجليزية: Same but different)‏ في النيويوركر، أرجع موكرجي أهم الوظائف الجينية إلى علم التخلق (مثل تعديل هستون ومثيلة الحمض النووي الريبوزي المنقوص الأكسجين).
المقال مقتطف من فصل «المشتق الأول للهوية» من كتابه «الجين: تاريخ حميم»، تم انتقاده من قبل علماء الوراثة مثل مارك بتاشني، في مركز ميموريال سلون كيترينج للسرطان، وجون غريلي، في كلية ألبرت أينشتاين للطب، بسبب التركيز المفرط على تعديل الهيستون ومثيلة الحمض النووي، مع تجاهل العوامل المهمة الأخرى. وعلقوا على أن هاتين العمليتين لهما تأثيرات طفيفة فقط في الوظيفة الجينية الشاملة. رأى ستيفن هينكوف، من مركز فريد هاتشينسون لأبحاث السرطان، أن «موكرجي لم يدرك على ما يبدو أن عوامل النسخ تحتل قمة التسلسل الهرمي للمعلومات اللاجينية»، وقال: «تعد تعديلات الهيستون في الغالب بمثابة تروس في الآلية». يُعتقد الآن عمومًا أن تعديل الهيستون ومثيلات الحمض النووي هي عوامل رئيسية للوظائف اللاجينية والشيخوخة وأمراض معينة، ولديها القدرة على التأثير على عوامل النسخ. ومع ذلك، فإنها لا تساهم إلا قليلاً في التنمية.  رداً على ذلك، اعترف موكرجي بأن إغفال عوامل النسخ «كان خطأ» من جانبه.
ينتقد موكرجي أيضًا اختبار الذكاء باعتباره مقياسًا للذكاء، ويؤيد نظرية الذكاءات المتعددة (التي قدمها هوارد غاردنر) على الذكاء العام. يعتبر موكرجي أن نتائج اختبارات معدل الذكاء لتحديد الذكاء العام لا تمثل الذكاء في العالم الحقيقي. اعتبر ستيوارت ريتشي، عالم النفس بجامعة إدنبرة، أن نظرية غاردنر قد «كُشف زيفها»، وأن «الذكاء العام هو على الأرجح الظاهرة الأكثر تكرارًا في كل العلوم النفسية.»

## قائمة الكتب المنشورة
- 2010: إمبراطور الأمراض: سيرة ذاتية للسرطان [الإنجليزية]‏ (ردمك 978-0-00-725092-9).[72]
- 2015: قوانين الطب: ملاحظات ميدانية من علم غير مؤكد (بالإنجليزية: The Laws of Medicine: Field Notes from an Uncertain Science)‏ (ردمك 978-1-4711-4185-0).[73]
- 2016: إمبراطور الأمراض: سيرة ذاتية للسرطان [الإنجليزية]‏ (ردمك 978-1476733500).[74]

## الجوائز والتكريمات
حصل موكرجي على عدة جوائز منها:
- 1993: منحة رودس، 1993-1996.

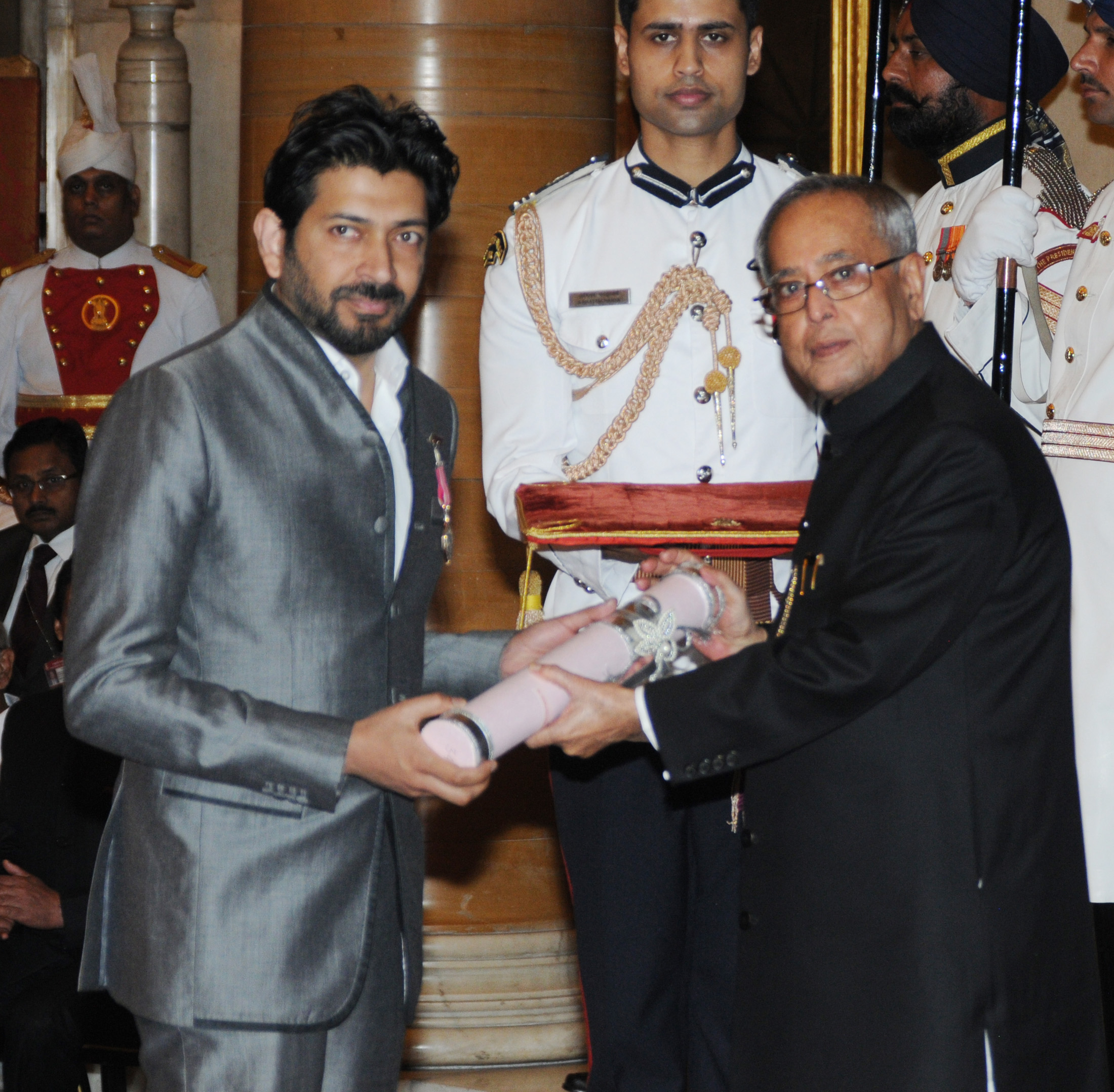
سيدهارتا موكرجي يستلم جائزة بادما شري من الرئيس الهندي براناب مخرجي، في راشتراباتي بهافان في نيودلهي، بتاريخ 26 أبريل 2014.

- 2010: جائزة مؤسسة (Gabrielle Angel's Leukemia) لعام 2010.

- 2010: «أفضل 10 كتب لعام 2010» من قبل صحيفة نيويورك تايمز، عن كتابه «إمبراطور الأمراض: سيرة ذاتية للسرطان».[9]

- 2011: جائزة لوس أنجلوس تايمز للكتاب، تأهل للتصفيات النهائية في فئة العلوم والتكنولوجيان عن كتابه «إمبراطور الأمراض».[75]

- 2011: جائزة بوليتزر عن كتابه «إمبراطور الأمراض».[55]

- 2011: جائزة أو.ويلسون للكتابة العلمية الأدبية عن كتابه «إمبراطور الأمراض».[76]

- 2011: جائزة القيادة لمكافحة السرطان (مشتركة مع كاثلين سيبيليوس وأورين هاتش).[77]

- 2011: جائزة دائرة نقاد الكتاب الوطنية، المرشح النهائي عن كتابه «إمبراطور الأمراض».[60]

- 2011: مجلة تايم، أفضل 100 كتاب غير خيالي في كل العصور عن كتابه «إمبراطور الأمراض».[7]

- 2011: تايم 100، أكثر الأشخاص تأثيرا.[78]

- 2011: القائمة المختصرة لجائزة كتاب ويلكوم ترست عن كتابه «إمبراطور الأمراض».[79]

- 2011: جائزة الغارديان للكتاب الأول عن كتابه «إمبراطور الأمراض».[6]

- 2012: أضواء مكتبة بوسطن العامة الأدبية 2012.[80]

- 2014: بادما شري، رابع أعلى جائزة مدنية من قبل حكومة الهند.[14][81]

- 2016: جائزة الجمعية الملكية إنسايت للاستثمار العلمي لعام 2016 (القائمة المختصرة) عن كتابه «الجين: تاريخ حميم:».[82]

- 2016: القائمة الطويلة لجائزة بيلي جيفورد غير الخيالية عن كتابه «الجين: تاريخ حميم:».[83]

- 2016: «أفضل 10 كتب لعام 2016» لواشنطن بوست عن كتابه «الجين: تاريخ حميم:».[84]

- 2017: جائزة فاي بيتا كابا عن كتابه «الجين: تاريخ حميم:».[64]

- 2017: جائزة ويلكوم للكتاب (القائمة المختصرة) عن كتابه «الجين: تاريخ حميم:».[85]

- 2018: درجة الدكتوراه الفخرية في الطب من الكلية الملكية للجراحين بأيرلندا،[86] ومن جامعة جنوب كاليفورنيا.[87]

## الحياة الشخصية
يعيش موكرجي في نيويورك وهو متزوج من الفنانة سارة سزي ‏، الحائزة على زمالة ماك آرثر وممثلة الولايات المتحدة في بينالي البندقية 2013. ولديهما ابنتين.